# Dilobeia tenuinervis
Dilobeia tenuinervis là một loài thực vật có hoa trong họ Quắn hoa. Loài này được Bosser & R.Rabev miêu tả khoa học đầu tiên năm 1991.